# Liste der Gedenktafeln in Berlin-Westend
Die Liste der Gedenktafeln in Berlin-Westend enthält die Namen, Standorte und, soweit bekannt, das Datum der Enthüllung von Gedenktafeln.
Die Liste ist nicht vollständig.

## Westend
| Bild | Name                                                           | Standort                            | Datum der Enthüllung |
| ---- | -------------------------------------------------------------- | ----------------------------------- | -------------------- |
|      | Amerikahaus                                                    | Pommernallee 4                      |                      |
|      | Arzthaus                                                       | Hindenburgplatz                     |                      |
|      | Egbert Hoyer von der Asseburg                                  | Olympischer Platz 4                 |                      |
|      | Avus                                                           | Messedamm                           |                      |
|      | Erwin Barth                                                    | Karolingerplatz                     |                      |
|      | Gottfried Benn                                                 | Spandauer Damm 130                  |                      |
|      | Geoffrey Bourne, Baron Bourne                                  | Preußenallee 17                     |                      |
|      | Branitzer Platz                                                | Branitzer Platz                     |                      |
|      | Kolonie Braunsfelde                                            | Spandauer Damm 172                  |                      |
|      | Brixplatz                                                      | Brixplatz                           |                      |
|      | Maria Cebotari                                                 | Hessenallee 12                      |                      |
|      | CDU Gründung                                                   | Platanenallee 11                    |                      |
|      | Maly Delschaft                                                 | Kaiserdamm 89                       |                      |
|      | Deutsches Sportforum                                           | Am Glockenturm                      |                      |
|      | Deutsches Sportforum                                           | Hanns-Braun-Straße                  |                      |
|      | Deutsches Sportforum                                           | Jahnplatz                           |                      |
|      | Deutsches Sportforum, Friesenhof                               | Adlerplatz                          |                      |
|      | Deutsches Sportforum, Haus des Deutschen Sports                | Adlerplatz                          |                      |
|      | Deutsches Sportforum, Hockey- und Tennisstadion                | Olympischer Platz 4                 |                      |
|      | Deutsches Sportforum, Jahnplatz                                | Jahnplatz                           |                      |
|      | Deutsches Sportforum, Pfeilerhalle                             | Jahnplatz                           |                      |
|      | Deutsches Sportforum, die Rosseführer                          | Olympischer Platz 4                 |                      |
|      | Deutsches Sportforum, Sport und Freiflächen                    | August-Bier-Platz                   |                      |
|      | Deutschlandhaus                                                | Pommernallee 1                      |                      |
|      | Carl Diem                                                      | Olympischer Platz 4                 |                      |
|      | Die Diskuswerfer                                               | Olympischer Platz 4                 |                      |
|      | Alfred Döblin                                                  | Kaiserdamm 28                       |                      |
|      | Günter von Drenkmann                                           | Bayernallee 10                      |                      |
|      | DRK Kliniken Berlin Westend, Frauenklinik                      | Spandauer Damm 130                  |                      |
|      | DRK Kliniken Berlin Westend, Innere Medizin                    | Spandauer Damm 130                  |                      |
|      | DRK Kliniken Berlin Westend, Kinderklinik                      | Spandauer Damm 130                  |                      |
|      | DRK Kliniken Berlin Westend, Laboratoriumsmedizin              | Spandauer Damm 130                  |                      |
|      | DRK Kliniken Berlin Westend, Mikrobiologie                     | Spandauer Damm 130                  |                      |
|      | DRK Kliniken Berlin Westend, Neurologie                        | Spandauer Damm 130                  |                      |
|      | DRK Kliniken Berlin Westend, Pathologie                        | Spandauer Damm 130                  |                      |
|      | DRK Kliniken Berlin Westend, Radiologie                        | Spandauer Damm 130                  |                      |
|      | DRK Kliniken Berlin Westend, Schwesternschaft                  | Spandauer Damm 130                  |                      |
|      | DRK Kliniken Berlin Westend, Unfallchirurgie                   | Spandauer Damm 130                  |                      |
|      | DRK Kliniken Berlin Westend, Universitätsklinikum              | Spandauer Damm 130                  |                      |
|      | DRK Kliniken Berlin Westend, Urologie                          | Spandauer Damm 130                  |                      |
|      | DRK Kliniken Berlin Westend, Kinder-Urologie                   | Spandauer Damm 130                  |                      |
|      | Erstes Fernsehstudio der Deutschen Reichspost                  | Rognitzstraße 9                     |                      |
|      | Wilhelm Julius Foerster                                        | Ahornallee 32                       |                      |
|      | Friedliche Revolution                                          | Masurenallee 20                     |                      |
|      | Paula Fürst und Theodor-Herzl-Schule                           | Kaiserdamm 77–79                    |                      |
|      | Fußballroute Berlin, Deutsche Hochschule für Leibesübungen     | Hanns-Braun-Straße                  |                      |
|      | Fußballroute Berlin, Deutsche Hochschule für Leibesübungen     | Hanns-Braun-Straße                  |                      |
|      | Fußballroute Berlin, deutsches Wembley                         | Olympischer Platz 2                 |                      |
|      | Fußballroute Berlin, Deutschlandhalle                          | Messedamm 26                        |                      |
|      | Fußballroute Berlin, Erster Weltkrieg                          | Coubertinplatz                      |                      |
|      | Fußballroute Berlin, Erster Weltkrieg                          | Coubertinplatz                      |                      |
|      | Fußballroute Berlin, Hertha BSC                                | Olympischer Platz 2                 |                      |
|      | Fußballroute Berlin, Mommsenstadion                            | Waldschulallee 34                   |                      |
|      | Fußballroute Berlin, Nazizeit                                  | Olympischer Platz 2                 |                      |
|      | Fußballroute Berlin, Olympiastadion                            | Olympischer Platz 2                 |                      |
|      | Fußballroute Berlin, Route 3                                   | Olympischer Platz 2                 |                      |
|      | Fußballroute Berlin, Sport und Medien                          | Messedamm 26                        |                      |
|      | Fußballroute Berlin, Tennis Borussia Berlin                    | Waldschulallee 34                   |                      |
|      | Fußballroute Berlin, TuS Makkabi Berlin                        | Waldschulallee 34                   |                      |
|      | Fußballroute Berlin, Weltmeisterschaft                         | Olympischer Platz 2                 |                      |
|      | Willibald Gebhardt                                             | Olympischer Platz 4                 |                      |
|      | Haus Am Rupenhorn                                              | Am Rupenhorn 25                     |                      |
|      | Osmanischer Genozid                                            | Fürstenbrunner Weg 67               |                      |
|      | St George’s Church                                             | Preußenallee 17                     |                      |
|      | Glockenturm Berlin                                             | Am Glockenturm                      |                      |
|      | Curt Goetz                                                     | Fredericiastraße 1                  |                      |
|      | Anneliese Groscurth und Georg Groscurth                        | Anneliese-und-Georg-Groscurth-Platz |                      |
|      | Wolfgang Gruner                                                | Westendallee 57                     |                      |
|      | Volkmar Haase                                                  | Waldschulallee 95                   |                      |
|      | Dag Hammarskjöld                                               | Hammarskjöldplatz                   |                      |
|      | Sepp Herberger                                                 | Waldschulallee 34                   |                      |
|      | Theodor Heuss                                                  | Theodor-Heuss-Platz                 |                      |
|      | Hedwig Heyl                                                    | Ulmenallee 30                       |                      |
|      | Werner Richard Heymann                                         | Karolingerplatz 5a                  |                      |
|      | Rainer Hildebrandt                                             | Zikadenweg 84                       |                      |
|      | Paul Hindemith                                                 | Brixplatz 2                         |                      |
|      | Hedwig und Otto Hintze                                         | Kastanienallee 28                   |                      |
|      | Julius Hirsch                                                  | Harbigstraße 40                     |                      |
|      | Martha Jacob                                                   | Martha-Jacob-Platz                  | 7. August 2014       |
|      | Jüdische Kassenärzte                                           | Masurenallee 6A                     |                      |
|      | Karolingerplatz                                                | Karolingerplatz                     |                      |
|      | Dietrich Klinge                                                | Spandauer Damm 130                  |                      |
|      | Gertrud Kolmar                                                 | Ahornallee 37                       |                      |
|      | Winfried Krüger                                                | Kirschenallee 21                    |                      |
|      | Hugo Lederer                                                   | Preußenallee 1                      |                      |
|      | Theodor Lewald                                                 | Olympischer Platz 4                 |                      |
|      | Curt Lindner                                                   | Avus                                |                      |
|      | Luisenfriedhof III                                             | Fürstenbrunner Weg 67               |                      |
|      | Otto March                                                     | Olympischer Platz 4                 |                      |
|      | Werner March                                                   | Olympischer Platz 4                 |                      |
|      | Giuseppe Marcone                                               | Kaiserdamm ggü 22                   |                      |
|      | Maria Regina                                                   | Ahornallee 33                       |                      |
|      | Erich Mendelsohn                                               | Am Rupenhorn 6                      |                      |
|      | Marlene Moeschke-Poelzig                                       | Tannenbergallee 28                  |                      |
|      | Johanna Moosdorf                                               | Westendallee 45                     |                      |
|      | Musikschule Charlottenburg-Wilmersdorf                         | Platanenallee 16                    |                      |
|      | Carola Neher                                                   | Fürstenplatz 2                      |                      |
|      | Kirchengemeinde Neu-Westend                                    | Eichenallee 43                      |                      |
|      | Nie wieder Vertreibung                                         | Theodor-Heuss-Platz                 |                      |
|      | Emil Nolde                                                     | Bayernallee 11                      |                      |
|      | Olympiastadion Berlin, der Ehrenbereich                        | Olympischer Platz 4                 |                      |
|      | Olympiastadion Berlin, Frankenturm, Schwabenturm               | Olympischer Platz 4                 |                      |
|      | Olympiastadion Berlin, Friesenturm, Sachsenturm                | Olympischer Platz 4                 |                      |
|      | Olympiastadion Berlin, die Gedenktafeln am Marathontor         | Olympischer Platz 4                 |                      |
|      | Olympiastadion Berlin, die Gedenktafeln im Marathontor         | Olympischer Platz 4                 |                      |
|      | Olympiastadion Berlin, Glockenturm und Langemarckhalle         | Am Glockenturm                      |                      |
|      | Olympiastadion Berlin, der Innenraum                           | Olympischer Platz 4                 |                      |
|      | Olympiastadion Berlin, der Innenraum                           | Olympischer Platz 4                 |                      |
|      | Olympiastadion Berlin, das Marathontor                         | Olympischer Platz 4                 |                      |
|      | Olympiastadion Berlin, der kleine Marchhof                     | Olympischer Platz 4                 |                      |
|      | Olympiastadion Berlin, die nördlichen Stelen der Olympiasieger | Olympischer Platz 4                 |                      |
|      | Olympiastadion Berlin, die Olympiaglocke                       | Olympischer Platz 4                 |                      |
|      | Olympiastadion Berlin                                          | Olympischer Platz 4                 |                      |
|      | Olympiastadion Berlin, Olympische Spiele 1936                  | Olympischer Platz 4                 |                      |
|      | Olympiastadion Berlin, Olympischer Platz                       | Olympischer Platz 4                 |                      |
|      | Olympiastadion Berlin, das Olympische Tor                      | Olympischer Platz 5                 |                      |
|      | Olympiastadion Berlin, die Podbielski Eiche                    | Olympischer Platz 4                 |                      |
|      | Olympiastadion Berlin, Schwimmstadion                          | Olympischer Platz 4                 |                      |
|      | Olympiastadion Berlin, die Stafettenläufer                     | Olympischer Platz 4                 |                      |
|      | Olympiastadion Berlin, südliche Stelen                         | Olympischer Platz 4                 |                      |
|      | Organisation Todt                                              | Waldschulallee/Harbigstraße         |                      |
|      | Lilli Palmer                                                   | Hölderlinstraße 11                  |                      |
|      | Max Plath                                                      | Eichenallee 43                      |                      |
|      | Victor von Podbielski                                          | Olympischer Platz 4                 |                      |
|      | Hans Poelzig                                                   | Tannenbergallee 28                  |                      |
|      | Franz Poenitz                                                  | Platanenallee 4–6                   |                      |
|      | Joachim Ringelnatz                                             | Brixplatz 11                        |                      |
|      | Joachim Ringelnatz                                             | Brixplatz                           |                      |
|      | Willi Rose                                                     | Bolivarallee 17                     |                      |
|      | Hans Rosenthal–Elf                                             | Waldschulallee 34                   |                      |
|      | Hans Rosenthal Sportanlage                                     | Kühler Weg 12                       |                      |
|      | Erich Salomon                                                  | Hölderlinstraße 11                  |                      |
|      | Hans Schäffer                                                  | Westendallee 97d                    | 3. Oktober 2024      |
|      | Max Schmeling                                                  | Brixplatz 9                         |                      |
|      | Adele Schreiber-Krieger                                        | Ahornallee 50                       |                      |
|      | Libertas und Harro Schulze-Boysen                              | Altenburger Allee 19                |                      |
|      | Fritz Schulz-Reichel                                           | Gotha-Allee 19                      |                      |
|      | Wilhelm Schuster                                               | Heerstraße 2                        |                      |
|      | Klaus Siepert                                                  | Rossitter Weg 1                     |                      |
|      | Ernst Simmel                                                   | Eichenallee 23                      |                      |
|      | Georg Simmel                                                   | Nußbaumallee 14                     |                      |
|      | Eugen Spiro                                                    | Reichsstraße 106                    |                      |
|      | Stolpersteine in Eichkamp                                      | Waldschulallee/Harbigstraße         |                      |
|      | Richard Strauss                                                | Heerstraße 2                        |                      |
|      | Richard Strauss                                                | Heerstraße 2                        |                      |
|      | Rolf Szymanski                                                 | Spandauer Damm 130                  |                      |
|      | Wilhelm Tank                                                   | Am Vogelherd 26                     |                      |
|      | Ernst Troeltsch                                                | Theodor-Heuss-Platz 8               | 24. Februar 2023     |
|      | Berliner Waldbühne                                             | Am Glockenturm                      |                      |
|      | Waldbühne, Berlin Reliefs                                      | Am Glockenturm                      |                      |
|      | War Cemetery                                                   | Heerstraße 151                      |                      |
|      | War Cemetery                                                   | Heerstraße 151                      |                      |
|      | War Cemetery                                                   | Heerstraße 151                      |                      |
|      | Friedrich Weißler                                              | Meiningenallee 7                    |                      |
|      | Ulrich von Wilamowitz-Moellendorff                             | Eichenallee 12                      |                      |
|      | Wally Wittmann                                                 | Waldschulallee 43                   |                      |
|      | Augusta von Zitzewitz                                          | Reichsstraße 96–97                  |                      |
|      | Arnold Zweig                                                   | Zikadenweg 59                       |                      |